# 人再囧途之泰囧
《人再囧途之泰囧》，簡稱《泰囧》（英語：Lost in Thailand）是2012年由光线影业出品，徐峥担任编剧和导演并联合王宝强、黄渤共同主演的喜剧电影，于2012年12月12日在中国大陆上映，获得巨大成功，成为中国大陆2012年度电影票房冠军。该片被指有借鉴电影《臨門湊一腳》、《午夜狂奔》等。

## 剧情
商业成功人士徐朗（徐峥 饰）发明了一种可以增加油脂体积的神奇液体“油霸”，准备与风投合作，长期开发；但其大学同学、合伙人高博（黄渤 饰）则打算将油霸一次性卖给法国人，大赚一笔。两人最终分道扬镳，遂分别私下寻找联系公司最大的股东周扬，欲赶在对方之前拿到授权书。
徐朗抢在高博之前，通过黑客获知周扬（老周）身在泰国清迈附近一座寺庙，参加一个短期禅修班。但紧张的工作导致其妻极度不满，提出离婚。徐朗不顾妻子，出发飞往泰国。与此同时，正在巴黎度蜜月的高博赶回北京，在徐朗的手机中植入病毒和跟踪器，一路跟踪徐朗去了泰国。
飞机起飞前，徐朗通过手机下载老周身在的寺庙图片时，被邻座的游客王宝（王宝强 饰）叫来空姐无奈关了手机。之后，健谈而不设防的王宝不断和徐朗搭话，自我介绍开着一家“宝记餅舖”，做葱油饼为生（后面才提到），打算去泰国和其“女友”范冰冰度蜜月。徐朗十分无奈，下飞机后好不容易摆脱王宝的纠缠，发现手机被病毒破坏，并发现自己被高博跟踪。于是徐朗将手机偷偷放进王宝的手提包內，试图引开高博，并打车赶往曼谷另一座机场准备飞往清迈，却不慎将护照丢在出租车上，无法购买机票。王宝发现徐朗的手机后，一路找来，并向徐朗借钱付了车费。徐朗将手机丢到公路上被碾碎，高博跟踪至此，收回跟踪器。徐朗打算利用王宝前往清迈，于是假意请其住酒店，并答应帮他完成旅游计划。王宝提议两人组成组合“泰国传奇”。
徐朗带王宝在一家豪华酒店入住后，王宝在酒店门前拍照发了微博，还@（提及）了徐朗，被高博跟踪而来。在酒店里，高博趁二人外出吃饭之机，潜入房间，将跟踪器放回王宝的背包。徐朗发现高博，让王宝去偷高博的护照，自己错潜入高博隔壁的房间，被召人妖取乐的客人揍了一顿；王宝误会中为高博做了按摩，成功偷回了护照。徐朗骗王宝说自己与高博的妻子偷情。因为电脑无法使用，遂用王宝的手机下载了寺庙图片，却被王宝误删除。第二天，二人乘火车赶往清迈，高博则租车一路跟踪。
在火车上，徐朗接到妻子电话，被王宝误会，谴责徐朗不负责任。争执中王宝弄丢了徐朗刚买的无线网卡，导致图片下载再次失败。两人大吵一架后，徐朗发现王宝的旅游计划中有自己要去的那座寺庙，于是百般讨好王宝，得到寺庙地址。到达清迈后，徐朗耐着性子陪王宝一路完成其旅行计划。途中，徐朗偶然得知要去的寺庙就在不远处，撇下王宝赶往寺庙，不想此庙非彼庙，这里是一个地下文物交易据点，且文物贩子恰巧也姓周。正在徐朗陷入困境时，高博找到了王宝，王宝告诉高博徐朗与其妻子偷情。高博大怒，两人赶到寺庙，大闹一场。王宝施展其唯一一招泰拳腿法，一度逆转局势。最终徐朗和王宝开高博的车逃脱，高博被群殴。逃跑途中，徐朗和王宝再次争吵，准备返回去救高博时车坏在路边，徐朗盛怒之下将王宝赶走。高博被打后又被勒索了一大笔钱，并怀疑其妻子怀的是徐朗的孩子，发生争吵。
王宝在前方不远处找到一个村子，因为没钱，冒雨回来找到徐朗，二人推车到村子，被告知要次日才能修好。当天是泼水节，徐朗再次试图下载寺庙图片时，被王宝浇了一大桶水，电脑被烧毁，但村长为徐朗指明了前往寺庙的路线。当晚，徐朗和王宝放飞了孔明灯。次日清晨，高博跟踪而来，和徐朗大发其火，并抢走地图。徐朗和王宝驾驶一辆三轮摩托追赶，并在当天中午趁高博吃午饭时偷走了其汽车钥匙。高博驾驶三轮摩托追赶二人，途中三人冲到河边，徐朗和王宝试图乘大象渡河，不慎掉入河中，高博也严重受伤。
徐朗和王宝被河水冲到浅滩，苏醒后，二人试图徒步走出森林，却不慎再次掉落悬崖。王宝不慎把徐朗的授权书撕坏，两人扭打在一起，王宝使出泰拳绝招，将徐朗一颗病牙踢掉。徐朗精神终于近乎崩溃，砸毁了电脑，嚎啕大哭，却被一条眼镜蛇咬伤屁股。王宝为徐朗吸出毒血并疗伤，二人生起篝火，徐朗给王宝讲了自己和高博的故事。王宝劝徐朗向妻子道歉，又发现自己带来的为母亲祈福的“健康树”——一小盆仙人球因为沾上了“油霸”枯萎了。徐朗由此发现油霸有毒。天亮后，二人徒步走出了森林，搭手扶拖拉机终于到了目的地——老周修行的寺庙。在通往寺庙的吊桥前合影时，徐朗在王宝包中发现了高博放进去的跟踪器，对王宝产生怀疑。二人大吵一架，徐朗撕毁了王宝的旅行日记，王宝一怒离去。徐朗在收拾王宝的日记时，得知王宝的母亲患老年痴呆症，王宝骗其母与女星范冰冰赴泰国度蜜月，并写下了感人的文字。徐朗被深深打动。
到了庙里，徐朗发现自己寻找的佛寺已被拆除。这时，一个中国人告诉徐朗，自己和周扬一起修行，周扬已经返回北京，并留下一样东西。这时，高博带着自己的泰拳保镖赶到，逼徐朗交出授权。徐朗和高博因误会再起争执，王宝赶到，澄清了自己和徐朗的误会。徐朗决定放弃开发油霸，与高博争抢周扬留下的授权书；王宝和高博的泰拳保镖对打，被惨殴。情急之中，徐朗脱身，与王宝配合，打倒泰拳保镖，完成了王宝的旅行计划。高博发现授权书需要徐、高二人签名方生效，于是百般讨好徐朗。徐朗撕毁授权书，劝高博放弃油霸。尘埃落定后，徐朗到中国大使馆取回自己丢在出租车上的护照，并打电话给妻子忏悔，请求其收回离婚诉求。徐朗妻子赶到泰国，二人重归于好。
回国后，徐朗一家邀请王宝到家，并邀请范冰冰（范冰冰 饰）与其拍了合影。王宝大喜过望，之后想起自己偷的高博的护照，交给了徐朗。与此同时，被困泰国的高博在泼水节热闹的大街上，打电话听到了自己妻子顺利生产。全剧以喜剧结束。

## 角色
| 演员   | 角色   | 角色介绍及备注 |
| 徐峥   | 徐朗   | 成功商人，发明了一种叫“油霸”的神奇产品，希望深入研究把“油霸”发扬光大，以得到更远的收益。由于他与持有相同股份的同事高博意见不同，想去泰国得到公司最大股东周扬的授权书。跟王宝是“泰國傳奇”組合。             |
| 王宝强 | 王宝   | 外号宝宝，卖葱油饼的，为了给自己患病的母亲祈福，带着健康树去泰国，还要看人妖，打泰拳，很喜欢自拍。自稱跟徐朗是“泰國傳奇”組合。喜歡范冰冰，泰國之旅帶著她的照片，想像自己跟她在約會。                       |
| 黄渤   | 高博   | 徐朗的同事兼竞争对手，想把徐朗发明的“油霸”卖给法国人，高博获悉徐朗的行踪后将一枚跟踪器放在徐朗身上并跟着去了泰国，想早一步得到周扬的授权书；后误听王宝的话怀疑徐朗给自己戴了绿帽子，此时他老婆正怀着身孕。 |
| 陶虹   | 安安   | 徐朗的妻子，准备着要跟徐朗离婚。 |
| 范冰冰 | 范冰冰 | 客串，王宝暗恋的女神，被邀請和王宝一起“度蜜月”。 |

## 制作人员
- 出品人：王长田，李晓萍，于宇昂
- 制片人：陈祉希，徐林
- 监制：徐峥，邝文伟，陈志良
- 导演：徐峥
- 编剧：徐峥，束焕，丁丁
- 副导演（助理）：陈硕；冯小囝；周易
- 摄影：宋晓飞
- 配乐：赵英俊，邓讴歌，Howie B
- 剪辑：屠亦然
- 美术设计：郝艺
- 动作指导：陈硕，李志杰
- 造型设计：郝艺
- 录音：董旭
- 场记：杨雪华，毕鹏
- 制片统筹：刘刘

出品公司 　　
- 北京光线影业有限公司
- 北京影艺通影视文化传媒有限公司
- 北京真乐道文化传播有限公司
- 黄渤工作室

发行公司 　　
- 北京光线影业有限公司
- 中影数字电影发展（北京）有限公司
- 华夏电影发行有限责任公司

## 票房
中国大陆首周五天票房达到3.1亿人民币，观影人次约932万，名列周票房冠军，创造了當時的国产电影中国国内首周票房纪录，直到2013年底该记录被《私人订制》（3.3亿）打破。
上映7天，累计票房4.5亿人民币。
截止12月22日，上映11天累计票房约6.2亿人民币，成为最快达到6亿票房的国产电影（此纪录后来被《西游·降魔篇》所取代）。
截止12月23日，第二周票房达到3.74亿人民币，观影人次约1175万，蝉联当周票房冠军，成为中国内地次周最高票房的缔造者。上映12天累计票房6.84亿人民币，累计观影人次2107万。
截止12月24日，上映13天累计票房7.21亿人民币，累计观影人次超过2200万，刷新国产电影票房和观影人次纪录，成为中国电影史上新的华语片票房冠军。
截止12月27日凌晨，上映15天累计票房达8.02亿人民币，创国产片票房新纪录，观影人次累计突破2500万，超越《泰坦尼克号3D》的2203.99万人次。
截止12月30日，第三周票房2.68亿人民币，观影人次780万，连续三周票房冠军，上映18天累计票房达9.52亿人民币，超越《泰坦尼克号3D》成中国电影市场2012年票房冠军。
截止2013年1月1日，《泰囧》上映21天累计票房达10亿人民币，观影人次超过3000万人次（创纪录），成为中国电影史上首部票房过10亿元的华语电影。
截止2013年1月6日，《泰囧》第四周票房2.03亿人民币，观影人次613万（周观影人数第一），当周票房亚军，累计票房达11.55亿人民币。此外，《泰囧》四周总观影人次达到3530万，成为中国电影史上首部观影人数过3000万的电影，名列第一。
截止2013年1月13日，《泰囧》第五周票房5700万人民币，观影人次175万，当周票房第三名，累计票房达到12.1亿人民币，累计观影人次约3700万。
总结：截止《泰囧》下线，该片在中国内地累计票房12.719亿人民币，观影人次超过3900万，曾一度成为中国电影票房史上收入最高的华语电影。，後票房紀錄被2015年上映的捉妖记打破。
| 上一届： 《少年派的奇幻漂流》 | 2012年中国内地一周票房冠军 第50-53周（12月10日—12月30日） | 下一届： 《十二生肖》（2013年） |

## 制作成本
目前关于本片的制作成本说法不一，经过媒体报道的说法就有三个版本：
- 第一个说法也是目前比较流行的说法是本片的制作加宣发总成本为人民币3000万元。[14]
- 第二个说法是本片的制作成本为2500万至3000万之间，宣发成本与制作成本几乎相当，即总成本在6000万左右。[15]
- 第三个说法是本片的实际总成本在4000万元。[16]

## 影响
- 自《泰囧》12月12日上映当日，电影出品公司光线传媒(300251.SZ)股价为21.40元，10个交易日内股价飙升至12月25日收盘时的28.30元，大涨9.27%，总涨幅高达32.37%[17]。截止12月31日股价已涨到34.99元。
- 由于《泰囧》的热映，一些旅行社已经开始炒作电影中的这些旅行项目。有的旅行社甚至根据电影情节，为中国游客量身定做“泰囧”的体验之旅，部分旅行社还争取到了电影拍摄地——清迈艾美酒店的资源，安排2晚入住。电影中的放天灯、嘟嘟车、大象表演等情节也被安排到了旅游日程中。自从电影上映后，泰国游旅行团就迅速蹿红，统计数据显示12月份报名泰国团队游、自由行的国内游客高达上万名，相比去年同期增加了3倍，明年春节产品也有约50％被抢订。[18][19]

### 政治影响
- 2013年3月13日，片中同时担任导演、编剧以及领衔主演的徐峥以及摄制组工作人员在泰国驻华大使丘伟汶带领下，在泰国总理府拜会英拉总理。英拉总理感谢该电影的全体工作人员的努力为泰国旅游业做了一次很好的宣传，电影内出现的旅游景点也因这部电影而名声大振。[20]
- 2013年10月11日，中国国务院总理李克强在泰国国会演讲时提到电影《泰囧》，称“中国艺术家拍摄了一部电影，叫作《泰囧》，曾经创造了中国国产电影最高票房纪录。听说这部电影也已被翻译成泰语在泰国上映。我不是为这部片子做广告，我是为中泰友谊交往做广告。”其后徐峥在新浪微博上回应“感谢总理的关心，受宠若惊，激动万分，我们一定再接再励，更希望能成为中国电影产业的一块垫脚石！”[21]
- 2014年9月19日，中国国家主席习近平在会见中国驻印使馆馆员和华侨华人代表时提到了电影《泰囧》，印度总理莫迪问“中国电影能不能来印度拍？”，习近平说：“我说可以啊。中印两国将加强影视交流与合作，就像电影《泰囧》播映后，更多中国人到泰国旅游，两地互拍能促进旅游业发展，还能增进人民友好和文化交流。”[22]

## 奖项与荣誉
| 年份 | 頒獎典禮                 | 類別                 | 名字           | 結果 |
| ---- | ------------------------ | -------------------- | -------------- | ---- |
| 2013 | 第13屆华语电影传媒大奖   | 观众票选最受瞩目电影 | 人再囧途之泰囧 | 獲獎 |
| 2013 | 第13屆华语电影传媒大奖   | 百家传媒年度致敬电影 | 人再囧途之泰囧 | 提名 |
| 2013 | 第七届亚洲电影大奖       | 最高票房亞洲電影大獎 | 人再囧途之泰囧 | 獲獎 |
| 2013 | 第二十届北京大学生电影节 | 最受欢迎导演         | 徐峥           | 獲獎 |
| 2013 | 第二十届北京大学生电影节 | 最受欢迎男演员       | 王宝强         | 獲獎 |
| 2013 | 第15届中国电影华表奖     | 优秀青年电影创作奖   | 人再囧途之泰囧 | 提名 |
| 2013 | 第15届中国电影华表奖     | 优秀青年导演         | 徐峥           | 獲獎 |
| 2014 | 第33屆香港電影金像獎     | 最佳兩岸華語電影     |                | 提名 |
| 2014 | 第32届大众电影百花奖     | 最佳男主角           | 徐峥           | 提名 |
| 2014 | 第32届大众电影百花奖     | 最佳女配角           | 陶虹           | 提名 |

## 票房排名
- 中国内地最高电影票房收入列表

## 音乐
国语主题曲为《我就要和你在一起》，又名《泰国传奇》，由赵英俊作词，赵英俊、夏云燕演唱。

## 侵权争议
2014年3月2日，《人在囧途》制片方武汉华旗影视制作有限公司则以“侵权”之名将参与《泰囧》制作的北京光线传媒股份有限公司、北京光线影业有限公司、北京影艺通影视文化传媒有限公司、北京真乐道文化传播有限公司4家公司及导演徐峥告上法院。北京市高级人民法院判决徐崢一方敗訴，並要求其賠償500萬元人民幣和停止抄袭行為。